# Werner Lehrmann
Werner Lehrmann (* 6. Dezember 1936; † 11. Februar 1999) war Fußballspieler in der DDR-Oberliga, der höchsten Spielklasse des Deutschen Fußball-Verbandes. Dort spielte er ausschließlich für den Halleschen FC Chemie bzw. den Vorgängerklub. Er ist fünffacher DDR-Nachwuchsnationalspieler.

## Sportliche Laufbahn
Lehrmann wuchs in Lettin, heute ein Stadtteil von Halle (Saale), auf und begann dort 1948 in der Schülerelf Fußball zu spielen. 1951 wechselte er zur BSG Empor Halle. Mit ihr gewann er zweimal die DDR-Meisterschaft, 1953 mit der B-Jugend und 1955 mit der A-Jugend. 1955 wurde Lehrmann auch in drei Länderspielen der DDR-Juniorenauswahl eingesetzt, 1956 bestritt er zwei Länderspiele mit der Nachwuchs-Nationalmannschaft. Nach seiner Schulausbildung hatte er eine Lehre zum Betriebsschlosser absolviert.
Im Sommer 1955 warb der 1954 neu gegründete SC Chemie Halle-Leuna die erfolgreichsten Nachwuchsspieler der BSG Empor ab, unter ihnen Werner Lehrmann. Da der SC Chemie gerade aus der Oberliga abgestiegen war, begann Lehrmanns Start in den Männerfußball in der Zweitklassigkeit. Mit seinen 21 Toren in der DDR-Liga war er maßgeblich am sofortigen Wiederaufstieg beteiligt. Am 16. Dezember 1956 konnte Lehrmann seiner jungen Karriere bereits einen weiteren Erfolg hinzufügen. Die Hallenser hatten als Zweitligist überraschend das Finale des DDR-Fußballpokals erreicht und gewannen ebenso überraschend den Pokal durch einen 2:1-Sieg über den Oberliga-Sechsten Vorwärts Berlin. Lehrmann wirkte als rechter Halbstürmer im Endspiel mit. In den folgenden Jahren erlebte Lehrmann das Auf und Ab des Hallenser Klubs mit: 1958 erneuter Abstieg und Umstrukturierung in SC Chemie Halle, 1959 sofortiger Wiederaufstieg, 1962 zweiter Pokalgewinn. Am 10. Juni 1962 hieß der Endspielgegner Dynamo Berlin, Lehrmann wurde als linker Halbstürmer aufgeboten. Mit seinem 1:0 in der 21. Minute leitete er den 3:1-Sieg der Hallenser ein. 1962/63 erreichte der SC Chemie mit Rang sechs die beste Platzierung in Lehrmanns Oberligazeit, doch ein Jahr später musste die Mannschaft erneut absteigen. Wieder half Lehrmann als treffsicherer Schütze mit 16 Toren beim umgehenden Wiederaufstieg mit. 1966 wandelte sich der Hallenser Klub erneut, nun als Hallescher FC Chemie antretend. Seine letzte Oberligasaison bestritt Lehrmann 1967/68. Noch einmal kam er in 16 Punktspielen zum Einsatz und schoss dabei die letzten drei Tore seiner Erstliga-Karriere. Von 1957 bis 1968 hatte er neun Spielzeiten in der Oberliga absolviert und war dabei auf 180 Punktspiele und 46 Tore gekommen. 1960 und 1967 war er mit elf bzw. neun Treffern bester Torschütze seiner Mannschaft gewesen.
Ab Sommer 1968 hielt sich Lehrmann bei der 2. Mannschaft des HFC fit und verhalf ihr zum Aufstieg in die DDR-Liga. Nebenbei absolvierte er eine Trainerausbildung. Nach deren Abschluss ging er 1969 zu seiner ehemaligen Sportgemeinschaft Empor Halle zurück und wirkte dort in der Bezirksliga als Spielertrainer.